# Psoralea trullata
Psoralea trullata är en ärtväxtart som beskrevs av Charles Howard Stirton. Psoralea trullata ingår i släktet Psoralea och familjen ärtväxter. Inga underarter finns listade i Catalogue of Life.